# Luciano (cantante)
Jepther McClymont (Mánchester, Jamaica; 20 de octubre de 1964) más conocido como Luciano, es un cantante jamaicano de roots reggae y conocido miembro del movimiento rastafari.

## Historia
Su álbum debut fue Ebony & Ivory en 1992 para la discográfica Aquarius Record. A este le siguió su álbum Moving Up para RAS records, en 1993
Luciano es el séptimo de nueve hermanos y se crio con unos padres extremadamente espirituales y aficionados a la música en Daveyton, un pequeño distrito de la parroquia de Mánchester, Jamaica

## Carrera
Fuertemente influenciado por Stevie Wonder, Frankie Paul y la gran estrella reggae Dennis Brown. Cambió su nombre artístico por el de Luciano, aunque a menudo se le conocía como «The Messenjah», tras un tiempo colaborando con la discográfica Xterminator de Fattis Burrell, donde desarrolló su estilo roots.
Tras grabar algunos LP para Burrell grabó una serie de discos para Island Records, antes siquiera de haber comenzado una carrera independiente.

## Discografía
- The Qabalah Man (2013), VPAL
- Rub-A-Dub Market, (2011)
- Write My Name, (2010)
- United States Of Africa, (2010)
- Jah Can Save Us, (2008)
- Child Of A King, (2006)
- Jah Words, (2005)
- Serious Times, (2004)
- Visions, (2003)
- Serve Jah, (2003)
- Great Controversy, (2001)
- A New Day, (2001)
- Live, (2000)
- Sweep Over My Soul, (1999)
- Where There Is Life, (1995)
- After All, (1995)
- One Way Ticket, (1994)

## Colaboraciones
- Gentleman "Younger generation (con Mikey General)" (Journey to Jah, 2002)
- Tranquilo con Dread Mar I (2011)